# Mexicanocerus whiteacrei
Mexicanocerus whiteacrei är en insektsart som beskrevs av Freytag 1990. Mexicanocerus whiteacrei ingår i släktet Mexicanocerus och familjen dvärgstritar. Inga underarter finns listade i Catalogue of Life.